# Enargita

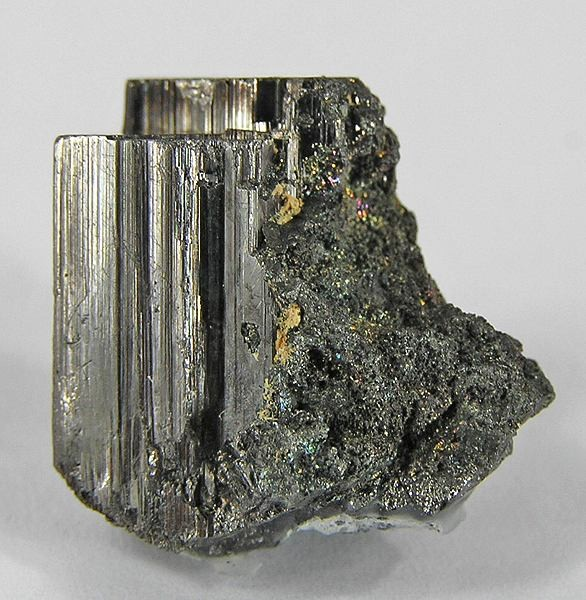

Enargita é um minério de cobre. seu nome se originou da palavra "enarges" que significa distinto em alusão a sua clivagem.
Formula química Cu3AsS4. Cristalisa no sistema ortorrõmbico. Possui dureza 3, densidade 4,45, clivagem {110} perfeita, {100} e {010} distinta, brilho metálico, e cor do traço preto acizentado a preto ferro. 